# Rio Jaguarimirim
O rio Jaguari-Mirim é um curso de água dos estados de Minas Gerais e São Paulo, Brasil.
Nasce no estado de Minas Gerais, precisamente no morro do Serrote, município de Ibitiúra de Minas. Toma a direção leste-oeste e, ao entrar no solo paulista, através de Santo Antônio do Jardim, inflete de sudeste para noroeste, atravessando o município, banhando a cidade de São João da Boa Vista. Ao atingir as terra de Vargem Grande do Sul, muda seu rumo novamente, bruscamente, para o sul, servindo como fronteira municipal entre Vargem Grande do Sul e São João da Boa Vista. Caminha serpenteando as terras de Aguaí, para ser mais um tributário do rio, entra no município de Pirassununga e desagua no rio Mojiguaçu.
O alto curso do Jaguari-Mirim apresenta muitas quedas ou corredeiras, pois as rochas cristalinas afloram ao longo de sua calha. É um rio de planalto. No entanto, apresenta belos exemplos de meandros, principalmente ao atravessar o município de São João da Boa Vista. A geomorfologia dá a estes meandros o nome de "meandros encaixados" e são diferentes dos meandros típicos dos rios de planícies, que possuem aspectos e origens diferentes.
O rio é tão emblemático para o município de São João da Boa Vista que foi colocado na bandeira do município, através de uma listra branca que atravessa a bandeira.